# Насау (Лан)
Насау (њем. Nassau) град је у њемачкој савезној држави Рајна-Палатинат. Једно је од 137 општинских средишта округа Рајн-Лан. Према процјени из 2010. у граду је живјело 4.820 становника. Посједује регионалну шифру (AGS) 7141091.

## Географски и демографски подаци
Насау се налази у савезној држави Рајна-Палатинат у округу Рајн-Лан. Град се налази на надморској висини од 100 метара. Површина општине износи 17,5 km². У самом граду је, према процјени из 2010. године, живјело 4.820 становника. Просјечна густина становништва износи 275 становника/km².

## Међународна сарадња
| Мјесто | Држава    | Врста сарадње | Од    |
| ------ | --------- | ------------- | ----- |
|        | Француска | партнерство   | 1975. |
| Извор  |           |               |       |